# 20135 Джуелс
20135 Джуелс (20135 Juels) — астероїд головного поясу, відкритий 7 травня 1996 року.
Тіссеранів параметр щодо Юпітера — 3,211.